# Wael Gomaa
Wael Gomaa Kamel (en arabe: وائل جمعة) est un footballeur égyptien né le 3 août 1975 à El-Mahalla El-Kubra.

## Biographie
Depuis ses débuts professionnels au Ghazl El Mahallah et en tant que défenseur, Wael Gomaa a eu une progression constante jusqu'à être recruté par Al Ahly SC, élu « club africain du siècle » en 2000 par la CAF. Reconnaissable à son crâne rasé, Gomaa devient une des pièces maîtresses du club. Il gagne beaucoup de titre, nationaux, comme internationaux. Personnellement, il cumule les prix et honneurs de par ses bonnes performances en équipe nationale ou en club.
En janvier 2008, alors que l'entraîneur portugais d'Al Ahly SC, Manuel José de Jesus le fait peu jouer, il est prêté au club qatari de Al Siliya pour un montant de 170 000 $. Il joue six mois et finit 8e du championnat qatari avec son club.
Gomaa reste un élément essentiel du géant égyptien, Al Ahly SC.

## Palmarès

### En club
- Coupe du monde des clubs :
  - 3e en 2006 (Al Ahly SC).
  - 6e en 2005 (Al Ahly SC).
- Ligue des champions de la CAF :
  - Vainqueur en 2001, 2005, 2006, 2008, 2012 et 2013 (Al Ahly SC).
  - Finaliste en 2007 (Al Ahly SC).
- Championnat d'Égypte :
  - Champion en 2005, 2006, 2007, 2008, 2009, 2010 et 2011 (Al Ahly SC).
- Supercoupe d'Afrique :
  - Vainqueur en 2002, 2006, 2007 et 2013 (Al Ahly SC).
- Coupe d'Égypte :
  - Vainqueur en 2001, 2003, 2006 et 2007 (Al Ahly SC).
- Supercoupe d'Égypte :
  - Vainqueur en 2003, 2005 et 2006 (Al Ahly SC).

### En équipe nationale
- Coupe d'Afrique des nations :
  - Vainqueur en 2006, 2008 et 2010.
- Coupe du monde Militaire :
  - Vainqueur en 2001.

### Individuel
- Élu meilleur défenseur africain de la CAF en 2006.
- Nommé dans l'équipe-type d'Afrique joueurs de la CAN 2008[2].
- Nommé dans l'équipe type des meilleurs joueurs africains de l'année 2007[3].